# Liolaemus melanops
Espèce
Liolaemus melanops est une espèce de sauriens de la famille des Liolaemidae.

## Répartition
Cette espèce est endémique d'Argentine. Elle se rencontre dans les provinces de La Pampa, de Chubut et de Río Negro.

## Description
C'est un saurien ovipare.

## Publication originale
- Burmeister, 1888 : Algunas Noticias sobre la Fauna de la Patagonia. Anales del Museo Público de Buenos Aires, vol. 3, p. 237-252.